# 60 Minutes
60 Minutes er et amerikansk tv-nyhedsmagasin, der vises på tv-stationen CBS. Programmet, der typisk udsendes ugentligt, og som består af aktuelle emner, fik premiere i 1968 og blev skabt af Don Hewitt. I 2002 var 60 Minutes rangeret nr. 6 på TV Guide's 50 Greatest TV Shows of All Time og i 2013 var det rangeret nr. 24 på TV Guide's 60 Best Series of All Time. The New York Times har kaldt det et af de mest anerkendte nyhedsmagasiner på amerikansk tv.